# Provisionele Territoriale Eenheid Zuid-Ossetië
De Provisionele Territoriale Eenheid Zuid-Ossetië (Georgisch: სამხრეთ ოსეთის დროებითი ტერიტორიული ერთეული, volledig Provisionele Administratief-Territoriale Eenheid op het grondgebied van de voormalige Zuid-Ossetische Autonome Oblast) is een speciale bestuurlijke en territoriale eenheid in Georgië. Het omvat het grondgebied van de voormalige Zuid-Ossetische Autonome Oblast, die in december 1990 werd afgeschaft, wat overeenkomt met het territorium van de afscheidingsrepubliek Zuid-Ossetië. 

## Oprichting
De territoriale eenheid werd in mei 2007 opgericht door de Georgische regering en werd vanuit het Georgisch gecontroleerde Koerta bestuurd door de Zuid-Ossetische interim-regering onder leiding van Dmitri Sanakojev. Sinds de oorlog in 2008, toen Georgië de controle verloor over de laatste delen van Zuid-Ossetië, zetelt de interim-regering in ballingschap in Tbilisi. Vanuit daar behartigt deze belangen van de vluchtelingen uit Zuid-Ossetië.

## Achtergrond

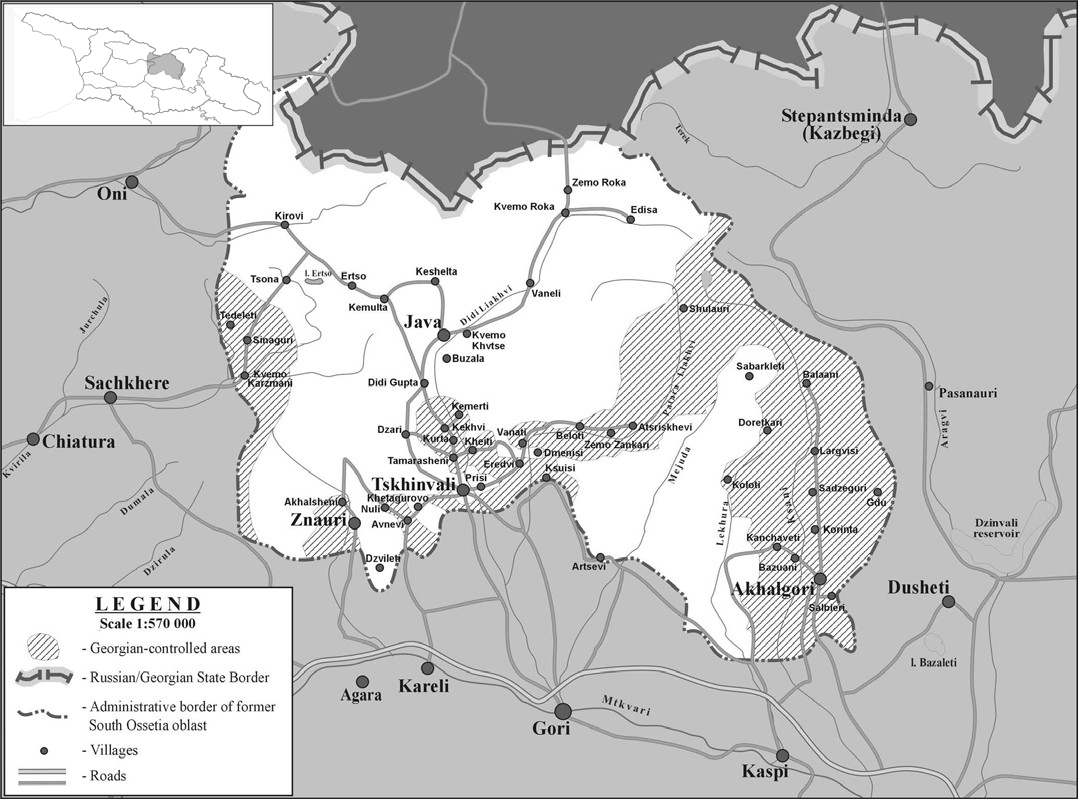
Georgisch gecontroleerde gebieden Zuid-Ossetië 1992 - 2008

Na het opheffen van de Zuid-Ossetische Autonome Oblast in 1990 werden een aantal Zuid-Osseetse rajons (districten) herverdeeld. Het district Tschinvali werd op 27 april 1991 opgeheven en aan Gori toegevoegd, terwijl het district Kornisi (Znaur) aan Kareli werd toegewezen. Beperkte delen van Dzjava werden aan Satsjchere en Oni toegewezen. Bij de vorming van de Georgische regio's in 1995 werd het voormalige territorium van de Zuid-Osseetse autonome oblast verdeeld over de nieuwe regio's, volgens de grenzen van de bestuurlijke eenheden (oejezd) zoals die vóór 1922 bestonden.
Dit gaf op den duur complicaties voor het lokale bestuur, zeker toen de patstelling na de burgeroorlog in 1991-1992 met de door Rusland gesteunde separatisten bleef bestaan, waarbij grote delen buiten Georgisch gezag bleven en er een conflictgrens door de Georgische bestuurlijke districten liep. De Zuid-Osseetse separatisten riepen in 1992 de Republiek van Zuid-Ossetië uitgeroepen, dat het gehele territorium van de voormalige autonome oblast claimde. Het Georgische mandaat in de vredesmissie na de burgeroorlog omvatte ruwweg de delen waar etnisch Georgiërs woonden: het oostelijk gelegen district Achalgori en de zuidelijke flank rondom Tschinvali.

### Tijdelijke gemeenten
De Rozenrevolutie van 2003 bracht president Micheil Saakasjvili aan de macht, die toezegde de territoriale eenheid van Georgië te herstellen. Hij zette ook een ambitieuze hervormingsagenda in, waaronder op het lokale bestuur. Met de hervorming van het lokale bestuur in 2005 en 2006, toen de Georgische districten (rajons, raioni) werden omgezet naar gemeenten (municipaliteiten), werden een drietal nieuwe bestuurlijke eenheden in Zuid-Ossetië opgericht, Eredvi, Koerta en Tigva. Dit waren zogeheten tijdelijke gemeenten voor het lokale bestuur van de plaatsen in Zuid-Ossetië waar Georgië, naast het al bestaande district Achalgori, feitelijk het gezag nog over had.
Het gebied van het voormalige district Tschinvali, dat in 1991 nog toegekend was aan Gori, werd weer van Gori afgescheiden als de tijdelijke gemeenten Koerta en Eredvi, terwijl het voormalige Kornisi als Tigva weer afgescheiden werd van Kareli. De nieuwe gemeenten werden in december 2006 formeel geregistreerd. Deze "tijdelijke territoriale eenheden" werden vervolgens in opdracht van het Georgische parlement in mei 2007 onder een overkoepelend door Tbilisi erkend interim gezag over Zuid-Ossetië geplaatst, de Zuid-Osseetse Administratie.

## Zuid-Osseetse interim-regering

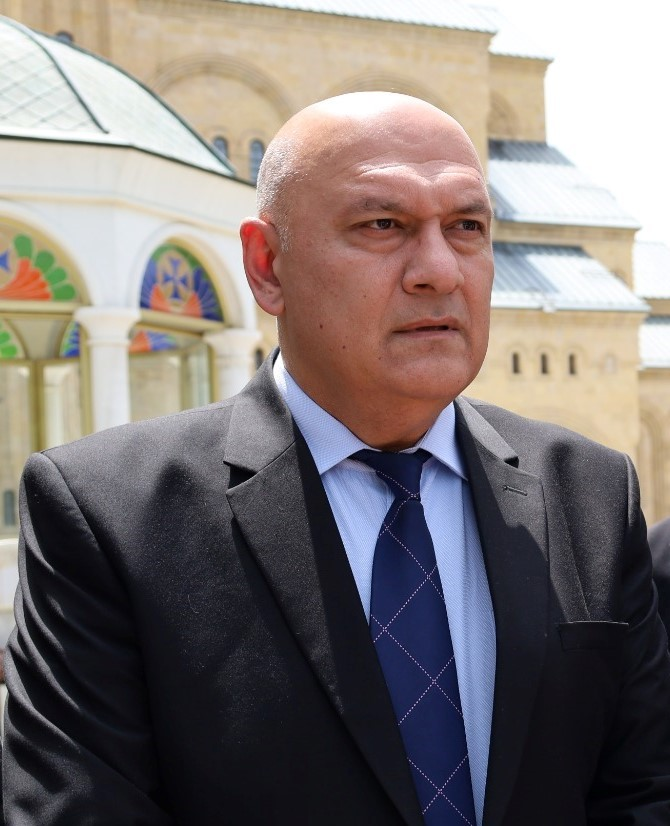
Tamaz Bestaev leidt sinds 2022 de Zuid-Osseetse Administratie.

In het najaar van 2006 werden in Zuid-Ossetië twee parallelle verkiezingen gehouden voor het leiderschap van het gebied. De separatistische autoriteiten hielden op 12 november 2006 hun presidentsverkiezing, terwijl de oppositiebeweging Reddingsunie van Osseten op dezelfde dag een verkiezing organiseerde voor het leiderschap over Zuid-Ossetië. Beide kampen hielden ook een referendum.
Dit was tot woede van de separatisten, die de alternatieve verkiezing als een provocatie en poging tot confrontatie zagen. De Reddingsunie was een paar weken eerder opgericht door Osseten die hadden gediend onder de eerste president van Zuid-Ossetië Ljoedvig Tsjibirov (1996-2001). Voormalig Zuid-Osseets premier Dmitri Sanakojev won de alternatieve verkiezing en zette een regering op. In het referendum zou 94% van de kiezers gestemd hebben voor een federatieve oplossing binnen Georgië. In de door de separatisten georganiseerde verkiezingen werd de zittende president Edoeard Kokojti met 98% van de stemmen herkozen en zou 99,9% van de kiezers gestemd hebben voor de onafhankelijkheid.
In mei 2007 werd de regering van Sanakojev door Tbilisi erkend en tot Zuid-Osseetse Administratie bestempeld die formeel de "Provisionele Territoriale Eenheid Zuid-Ossetië" bestuurde met verantwoordelijkheid voor het gedecentraliseerde lokale bestuur. Deze regering had tot de oorlog in augustus 2008 de administratieve zetel in Koerta, een dorpje op negen kilometer ten noordoosten van Tschinvali. Enkele van de voornaamste taken van deze regering waren: 
"Namens lokale politieke krachten en het publiek te onderhandelen met de Georgische autoriteiten om de autonome status van de voormalige Zuid-Ossetische Autonome Regio binnen de staat Georgië te bepalen" en de "bescherming en ontwikkeling van Georgische en Ossetische talen, tradities en cultureel erfgoed, ontwikkeling van speciale Georgische en Ossetische taalonderwijsprogramma's."
Als gevolg van de oorlog in 2008 is deze bestuurlijke indeling door Georgië vooral een papieren administratieve zaak geworden. De Zuid-Osseetse Administratie behartigt in ballingschap vanuit Tbilisi voornamelijk de belangen van de Georgische vluchtelingen die in speciale nederzettingen in de omgeving van Zuid-Ossetië en andere delen van Georgië wonen. Sanakojev werd op 4 noveber 2022 opgevolgd door Tamaz Bestaev als hoofd van de Zuid-Osseetse Administratie.

## Administratieve indeling
Volgens Georgische wetgeving en het Nationaal Bureau voor Openbaar Register.
| Bestuurlijke eenheid | Hoofdplaats | Oprichting                                  | Administratieve deeleenheden                      | Aantal plaatsen                             |
| -------------------- | ----------- | ------------------------------------------- | ------------------------------------------------- | ------------------------------------------- |
| Gemeente Achalgori   | Achalgori   | 19 dec 2006                                 |                                                   | 68                                          |
| Gemeente Eredvi      | Eredvi      | 7 dec 2006                                  | Eredvi, Vanati, Beloti, Ksoeisi en (Zemo) Artsevi | 14                                          |
| Gemeente Koerta      | Koerta      | 6 dec 2006                                  |                                                   | 10                                          |
| Gemeente Tigva       | Avnevi      | 7 dec 2006                                  | Achalsjeni, Tigva, Okona, Lopani, Avnevi, Noeli   | 25, waaronder Znaur(i) (vm. Kornisi)        |
|                      |             |                                             |                                                   |                                             |
| Gemeente Dzjava      | Dzjva       | Niet geregistreerd als bestuurlijke eenheid | Niet geregistreerd als bestuurlijke eenheid       | Niet geregistreerd als bestuurlijke eenheid |
| Tschinvali stad      | Tschinvali  | Niet geregistreerd als bestuurlijke eenheid | Niet geregistreerd als bestuurlijke eenheid       | Niet geregistreerd als bestuurlijke eenheid |

## Gevolgen oorlog 2008

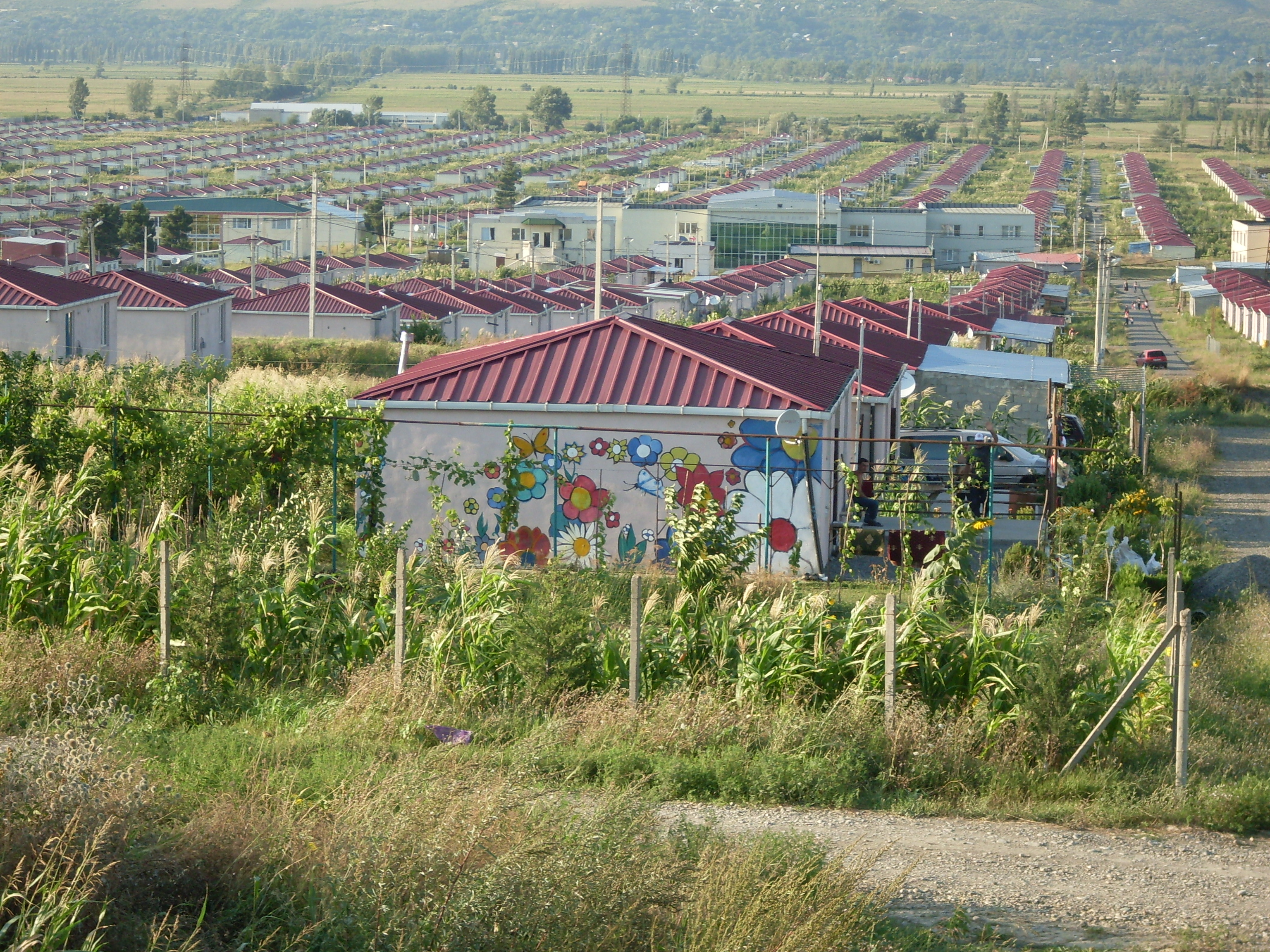
Het IDP-dorp Tserovani

De Georgisch gecontroleerde en bevolkte delen van Zuid-Ossetië lagen voornamelijk rondom de hoofdstad Tschinvali en in de stroomdalen van de rivieren Kleine Liachvi (Patara Liachvi) en Ksani (in district Achalgori). Als gevolg van de oorlog van 2008 werden naar schatting meer dan 13.000 Georgiërs uit Zuid-Ossetië verdreven, en werden de dorpen systematisch vernietigd. Satellietbeelden, getuigenissen en internationale missies ter plekke bevestigden dit.
De meeste Georgische interne vluchtelingen uit Zuid-Ossetië wonen verspreid over verschillende speciale dorpen die meteen na de oorlog zijn gebouwd met hulpgelden. De belangrijkste bevinden zich in de buurt van de Oost-West snelweg tussen Tbilisi en Gori. Het grootste dorp is het Tserovani vluchtelingendorp met ongeveer 7.000 inwoners, net buiten Tbilisi. Het door Georgië erkende gezag over het territorium van Zuid-Ossetië behartigt in ballingschap vanuit Tbilisi voornamelijk de belangen van deze Georgische vluchtelingen en hun nederzettingen. Deze dorpen liggen weliswaar in Georgisch bestuurde gemeenten maar vallen nominaal onder de "tijdelijke administratief-territoriale eenheden" en de Zuid-Osseetse Administratie.